# José Muñoz
Pour les articles homonymes, voir Muñoz.
 (octobre 2018).
José Muñoz est un dessinateur argentin de bande dessinée, né le 10 juillet 1942, à Buenos Aires, et lauréat en 2007 du grand prix de la ville d'Angoulême.

## Biographie
José Muñoz, né le 10 juillet 1942, n’a que douze ans quand il suit des cours de sculpture, peinture et marionnettes dans l’atelier d’Huberto Cerantonio et pratique avec lui le théâtre de marionnettes dans les faubourgs de Buenos Aires. 
Parallèlement, il fréquente les cours d’Alberto Breccia à l’École panaméricaine d’Art. Muñoz devient dès l’âge de 15 ans l’assistant de Solano López et dessine par dizaines des scénarios du prolifique Hector Œsterheld dans les revues qu'il dirige (Fontera, Hora Cero…). Il est alors fortement influencé par Hugo Pratt qu’il rencontre en 1959 et qui l’engage en 1963 pour dessiner Precinto 56 dans Mistirix. Precinto 56, détective à New York qui préfigure Alack Sinner est influencé par le roman noir et le cinéma américains. 
En 1972, il quitte l’Argentine pour des raisons professionnelles. La dictature militaire qui s'instaurera en 1974 lui interdira le retour. Il se rend à Londres puis en Espagne où il rencontre Carlos Sampayo, exilé Argentin comme lui, féru de poésie et de littérature. Le désir de collaborer fut instantané. Il s’établit entre les deux hommes une grande et amicale complicité : Alack Sinner, 1975 (Milano Libri) et 1976 (Éditions du Square) ; Le bar à Joe, 1981 (Casterman) ; Flic ou privé, 1983 (Casterman) ; Rencontres, 1984 (Casterman) ; Viet Blues, 1986 (Casterman) ; Histoire amicale du bar à Joe, 1987 (Casterman) ; Nicaragua, 1988 (Casterman) ; Billie Holiday, 1991 (Casterman), et n'oublions pas, chez Futuropolis, Sophie Going South (1981) et Sudor Sudaca. En collaboration avec Jerome Charyn, il publie en 1997, toujours chez Casterman, Le croc du serpent puis Panna Maria (1999). Alack Sinner reviendra avec La fin du voyage (1999), Histoires privées (2000) et L'affaire USA (2006).
Charlie Mensuel publia régulièrement Alack Sinner dès 1975, avant que Muñoz et Sampayo intègrent (À suivre) avec Le Bar à Joe.
Muñoz entame une nouvelle période aux éditions Futuropolis avec, en 2006, La pampa y Buenos Aires, une déambulation rêveuse conçue à partir d'un ensemble de dessins de diverses époques. La veine argentine, abordée avec Le Livre (Casterman, 2004), désormais prioritaire chez Muñoz, se confirme avec le somptueux Carlos Gardel (Futuropolis, édition complète en 2010), toujours sur un scénario de Carlos Sampayo. En 2011, Futuropolis publie L'Homme à l'affût où José Muñoz illustre une nouvelle de Julio Cortazar.
José Muñoz vit à Milan.
En 2007, il reçoit le Grand prix de la ville d'Angoulême et préside alors en 2008 le jury de la 35e édition du Festival international de la bande dessinée d'Angoulême, pour lequel, parallèlement à une exposition personnelle, il coordonne la conception d'une grande rétrospective consacrée à la bande dessinée argentine. 
À cette occasion, José Muñoz, dessinateur prodigieux, puissant et poétique, a été enfin reconnu comme une figure majeure de l'histoire de la bande dessinée.

## Publications françaises
Avec Carlos Sampayo
- Alack Sinner :

1. Alack Sinner, Éditions du Square, coll. « Charlie spécial », 1977. Prix de la meilleure œuvre étrangère réaliste au Festival d'Angoulême 1978. Réédition sous le titre Viêt Blues, Casterman, coll. « Les Romans (A SUIVRE) », 1986.
2. Flic ou privé, Casterman, coll. « Les Romans (A SUIVRE) », 1983. Alfred du meilleur album au Festival d'Angoulême 1983. Repris en deux volumes en 1999 sous les titres Mémoires d'un privé et Souvenirs d'un privé.
3. Rencontres, Casterman, coll. « Les Romans (A SUIVRE) », 1984.
4. Nicaragua, Casterman, coll. « Les Romans (A SUIVRE) », 1988.
5. La fin d'un voyage, Casterman, coll. « Les Romans (A SUIVRE) », 1998.
6. Histoires privées, Casterman, coll. « Les Romans (A SUIVRE) », 2000.
7. L’Affaire USA, Casterman, coll. « Romans », 2006.

- Sophie comics. Sophie going south, Futuropolis, 1981.
- Le Bar à Joe, Casterman :

1. Le bar à Joe, coll. « Les Romans (A SUIVRE) », 1981.
2. Histoires amicales du bar à Joe, coll. « Les Romans (A SUIVRE) », 1987.
3. Dans les bars, coll. « Romans », 2002.

- Sudor sudaca. Sueur de métèque, Futuropolis, 1986.
- Jeu de lumières, Albin Michel, 1988.
- L'Europe en flammes, Albin Michel, 1990.
- Billie Holiday, Casterman, 1991.
- Automne et printemps, Amok, coll. « Feu ! », 1998[2].
- Le Poète, Amok, coll. « Octave », 1999[3].
- Le Livre, Casterman, coll. « Romans », 2004.
- Carlos Gardel - La voix de l'Argentine, Futuropolis, deux vol., 2008-2010.

Avec d'autres scénaristes
- Le Croc du serpent,avec Jérôme Charyn, Casterman, 1997.
- Panna Maria, avec Jérôme Charyn, Casterman, 1999[4].
- Retour de flammes, avec Daniel Picouly, Casterman, 2003[5].
- 56e district, avec Ray Collins, Casterman, 2020.

En tant que dessinateur et scénariste
- L'Agonie de Haffner, d'après un conte de Roberto Arlt, Vertige Graphic, 1988.

### Illustration
- Manuel Prado, Les Damnés de la pampa, Vertige Graphic, 1999.
- Carnet argentin, Alain Beaulet, 2000.
- Daniel Picouly, French Graffiti, Casterman, 2003.
- Féminin pluriel, Éditions de l'An 2, coll. « Griffonneries », 2004.
- La Pampa y Buenos Aires. De chair et de poussière, Futuropolis, 2006.
- Alack, avec des textes de Carlos Sampayo, Galerie Barbier et Mathon, 2011.
- Blancs & Noirs, Super Loto Éditions, coll. "Cagnotte", 2011.
- Albert Camus, L'Étranger, Futuropolis / Gallimard, 2012.
- Albert Camus, Le Premier Homme, Futuropolis / Gallimard, 2013.
- Marco Steiner, Mirages de la mémoire, Casterman, 2019.

## Récompenses
- 1978 :  Meilleure œuvre réaliste étrangère au festival international de la bande dessinée d'Angoulême pour Alack Sinner (avec Carlos Sampayo
- 1982 :  Prix Yellow-Kid du dessinateur étranger, pour l'ensemble de son œuvre
- 1983 :  Prix du meilleur album au festival d'Angoulême pour Alack Sinner : Flic ou privé (avec Carlos Sampayo)[6]
- 1994 :  Prix Harvey de la meilleure édition américaine d'une œuvre étrangère pour Billi Holliday (avec Carlos Sampayo)
- 2000 :  Prix « Grand Boum-Caisse d'Epargne » pour l'ensemble de son œuvre, Festival bd BOUM à Blois
- 2002 :  Prix Max et Moritz exceptionnel pour une œuvre remarquable
- 2007 :  Grand Prix de la ville d'Angoulême lors du 34e Festival d'Angoulême.